# 朱邃垿
真寧康簡王朱邃垿（1441年—1487年），明朝慶藩第二代真寧王，真寧莊惠王朱秩熒的庶長子，生母沈氏。

## 生平
景泰六年（1455年），真寧莊惠王朱秩熒去世。天順元年（1457年）四月，朱邃垿襲封真寧王。天順二年（1458年）十月，獲歲祿一千石，全支米。
成化十五年（1479年），慶懷王朱邃𡓱去世，弟岐陽王朱邃塀當襲爵。朱邃垿認為其父朱秩熒為慶靖王朱㮵的長子，因此自己當襲爵，於是奏請查勘處置。朱邃垿上奏之後，朱邃𡓱的母妃孟氏也上奏稱朱邃垿紊亂宗派、謀奪封爵。禮部稱，朱邃𡓱、朱邃塀之父慶康王朱秩煃雖排行第四卻為嫡出，朱秩熒雖居長卻為庶出，當時一日同受封爵，各子承襲已定，以前朱秩熒曾因奏奪封襲被明英宗降敕切責。成化十七年（1481年）正月，明憲宗因慶王傳序已定而朱邃垿累次奏擾，對其降敕切責，並削奪其祿米的三分之一。同年八月，朱邃垿因誣陷慶王朱邃塀曾殺害慶懷王朱邃𡓱懷孕的婢女，再次受到降敕切責。
成化二十三年（1487年）二月，朱邃垿去世，享年四十七歲，諡號康簡。三年後，嫡長子朱寘䥵襲爵。

## 家庭

### 妻妾
- 孫氏，寧夏前衛指揮僉事孫廣女，天順四年（1460年）九月冊為真寧王妃[8]。

### 子孫
- 嫡長子：真寧長子→真寧溫穆王朱寘䥵
- 第二子：鎮國將軍朱寘鍾
  - 孫：輔國將軍朱台泡
- 第三子：鎮國將軍朱寘鋗
  - 孫：輔國將軍朱台滋
    - 曾孫：奉國將軍朱鼒[9]